# Oktay Pop
Oktay Pop (* 30. März 1988 in İzmit) ist ein türkischer Fußballspieler, der für Hatayspor spielt.

## Karriere
Oktay Pop begann mit dem Vereinsfußball in der Jugendabteilung von Kocaelispor und stieg hier im Sommer 2005 mit einem Profivertrag in den Profikader auf. Er debütierte in einem Zweitligaspiel am 6. November 2005 gegen Mardinspor. Er spielte zweieinhalb Jahre sporadisch für die Profimannschaft und war eher Ersatzspieler. Für die Rückrunde der Saison 2007/08 spielte er als Leihgabe beim Drittligisten Lüleburgazspor.
Zur Saison 2008/09 wechselte er zum Drittligisten Mardinspor und spielte hier zwei Spielzeiten durchgängig als Stammspieler.
Zur Saison 2010/11 wechselte er dann samt Ablöse zu Elazığspor und feierte mit diesem Verein zum Saisonende die Meisterschaft der TFF 2. Lig und damit den direkten Aufstieg in die TFF 1. Lig. Auch die Saison 2011/12 etablierte er sich sofort als Leistungsträger seines Teams. Am vorletzten Spieltag schaffte man den sicheren Aufstieg in die Süper Lig.
Zur Saison 2012/13 wechselte er auf Leihbasis zum Zweitligisten TKİ Tavşanlı Linyitspor. Nach Ablauf der Leihfrist kehrte er wieder zu Elazığspor zurück. Jedoch kam er hier aufgrund einer Verletzung nicht mehr zum Einsatz.
In der Winterpause 2013/14 unterschrieb er bis zum Saisonende bei Denizlispor. Als er nach sechs Kurzeinsätzen die Anforderungen nicht erfüllen konnte, wechselte er nach der Saison zurück zu seinem ehemaligen Verein Elazığspor. Aufgrund ausstehender Gehälter aus seiner ersten Zeit bei Elazığspor, verließ er den Verein sofort wieder. Daraufhin unterschrieb Pop beim Drittligisten Hatayspor.

## Erfolge
Elazığspor
- Aufstieg in die TFF 1. Lig: 2010/11
- Meister der TFF 2. Lig: 2010/11
- Aufstieg in die Süper Lig: 2011/12